# Neotrichia xicana
Neotrichia xicana is een schietmot uit de familie Hydroptilidae. De soort komt voor in het Neotropisch en het Nearctisch gebied.